# Psammitis gobiensis
Psammitis gobiensis is een spinnensoort uit de familie van de krabspinnen (Thomisidae).
De wetenschappelijke naam van de soort werd in 2002 als Xysticus gobiensis gepubliceerd door Joeri Michailovitsj Maroesik en Dmitri Viktorovich Logunov.